# یوآخیم فردریش، انتخابگر براندنبورگ
یوآخیم سوم، فریدریش (انگلیسی: Joachim III Frederick, Elector of Brandenburg؛ زاده ۲۷ ژانویهٔ ۱۵۴۶ درگذشته ۱۸ ژوئیهٔ ۱۶۰۸)  مارگراف و انتخابگر براندنبورگ از دودمان هوهن‌تسولرن بود.